# Disparèunia postpart
Vulvitis de la dida o disparèunia postpart és la disparèunia (dolor durant el coit) acompanyada de sequedat vaginal, específica que poden tenir les dones a l'època de lactància i que desapareix per si mateixa un cop finalitzat l'alletament. Durant el postpart i la lactància, també desapareix amb l'ús de cremes hormonals.